# Oh Boy! (série télévisée)
Pour les articles homonymes, voir Oh Boy.
Oh Boy! est une émission de télévision britannique en quarante épisodes de 25 minutes créée par Jack Good et diffusée du 13 septembre 1958 au 30 mai 1959 sur ITV. Seulement trois épisodes ont été conservés.
L'émission était animée par Tony Hall, producteur de disques jazz, ainsi que Jimmy Henney, en direct du Hackney Empire. Les styles musicaux couvraient les ballades, jazz, skiffle et rock and roll.
L'émission est revenue pour la saison 1979/1980, avec Shakin Stevens, Alvin Stardust, Joe Brown, Lulu, Fumble, Freddie Fingers Lee.